# Castell de Llorenç de Montgai
El Castell de Llorenç és un castell al poble de Sant Llorenç de Montgai, al municipi de Camarasa (Noguera) declarat bé cultural d'interès nacional. És en un penya-segat que sobresurt de la serra de Sant Cristòfol per sobre de l'actual poble de Sant Llorenç de Montgai.

## Història
S'han identificat amb el castell de Llorenç alguns topònims citats pels autors àrabs «Àhmad ar-Razí» (segle x) i «al-Udhrí» (segle xi). El primer esmenta el castell de «Loribas» i el segon el castell de «Lurinis». Aquest castell fou un important «hisn» del districte de Lleida que protegia Balaguer dels atacs dels nobles cristians establerts al nord, dominant directament el pas del riu Segre i, visualment, la Plana d'Urgell. En la documentació llatina, el castell, encara musulmà, s'esmenta l'any 1035 com a límit sud en una donació del castell de Santa Linya d'Ermengol II d'Urgell i la seva esposa Constança. L'any 1090, els nuclis més propers com Camarasa i Gerb eren ja cristians i Llorenç havia de pagar paries al castell de Gerb per a conservar la seva condició andalusina segons consta en un document del 29 d'octubre del 1091 referit als castells de Llorenç, Castelló, Albesa i altres. Pocs anys després, els comtes d'Urgell i Barcelona se'ls repartiren.
El castell de Llorenç no caigué en mans cristianes fins uns anys després de la conquesta de Balaguer (1105), simultàniament a la rendició dels castells d'Os i Algerri, cap a l'any 1115. Un cop conquerit el castell, decaigué ràpidament la seva importància, ja que va desaparèixer tota l'estructura fronterera en la qual havia tingut un paper rellevant. Així i tot, apareix citat en un judici arbitral l'any 1156 entre el comte d'Urgell Ermengol VII i el vescomte Guerau Ponç III de Cabrera sobre la potestat dels castells de, entre d'altres, Castelló, Balaguer, i Llorenç, que, l'any 1211 es convertí en el darrer refugi de Guerau Ponç IV de Cabrera en la seva lluita per prendre a la comtessa Aurembiaix el comtat d'Urgell. Allí fou fet presoner pel rei d'Aragó.
El 1229, Ponç I, comte d'Urgell i vescomte d'Àger, concedí a Guillem de Cardona drets al castell de Llorenç. El 1314, el castell pertanyia al vescomtat d'Àger segons un document de donació del comtat d'Urgell, en franc alou per part del rei Jaume II a Teresa d'Entença.

## El hisn andalusí
El castell de Llorenç en època islàmica és situat sobre el rocall que sobresurt de la serra de Sant Cristòfol. L'espadat és pronunciat en totes les cares excepte a l'oriental que s'ha habilitat com a zona d'accés, en fort pendent. Presenta planta irregular, amb dos nivells d'hàbitat situats en plans diferents. Es conserven restes de la muralla perimetral a l'angle nord-oest i a les cares sud i oest. Es poden considerar com a torres de planta més o menys quadrada les restes que hi ha a la part més extrema dels tres esperons sortints del rocall per la cara oriental. La muralla és construïda a base de maçoneria irregular encofrada, lligada amb argamassa de tàpia i calç.
Al nivell superior del rocall hi ha restes del que devien ser les cambres i potser els magatzems, construccions rectangulars de maçoneria amb morter de calç i guix. La cambra del mig presenta restes de volta de canó rebaixada, feta amb encofrat de taulons. Possiblement una obra moderna que aprofitaria antigues estructures. A la cara nord hi ha quatre cisternes rectangulars excavades a la roca. A nivell inferior hi ha un segon perímetre emmurallat format per una torre de planta poligonal irregular i un pany de muralla d'uns 10,5 m, construïda amb carreus rectangulars ben escairats i una part superior amb encofrats de tàpia. Podria ser d'època feudal. Hi ha una gran cisterna entre l'espai que formen els dos esperons on s'obre el camí d'accés a la fortificació, construïda amb maçoneria irregular.
Tot indica que el període d'ocupació fou llarg, originat probablement abans del segle X i perdurant fins al segle xiii.

## El castell feudal
En època feudal l'assentament fortificat es desplaçà cap a la part baixa del rocall conformant-se al llarg de l'esperó que forma la serra en direcció est. Cal destacar dos elements defensius. El primer es troba a uns 150 m de l'església i és un munt de tàpia, palets i alguns carreus ben escairats. Podria ser una zona fortificada de dues torres. El segon element es troba a l'extrem de l'esperó ocupant un petit rocall elevat. És una torre de planta lleugerament rectangular (4,40 X 4 m) i una alçada actual de 2,10 m. Feta amb carreus rectangulars de pedra calcària ben escairats a l'exterior i maçoneria irregular encofrada a l'interior. Aquestes construccions es posarien en relació amb la fase feudal més avançada de l'ocupació del castell, potser entre el final del segle xii i la primera meitat del segle xiii.
Dins el recinte del castell hi ha les ruïnes d'un edifici conegut com l'església de Sant Miquel. Construcció d'una sola coberta amb volta de canó, tan malmesa que no es pot assegurar que fos una capella. Podria ser una dependència castellera.